# أرتشيليك
أرتشيليك أو أرجيليك (بالتركية: Arçelik)‏ هي شركة تركية لإنتاج الأجهزة الكهربائية الاستهلاكية والإلكترونية المنزلية، مملوكة بالكامل لمجموعة كوتش القابضة، تأسست الشركة سنة 1955 ويقع مقرها الرئيسي في مدينة إسطنبول في تركيا، وتمتلك هذه الشركة مجموعة شركات تابعة مثل بيكو وغرونديغ.
الشركة تعمل بفاعلية في أكثر من 100 دولة حول العالم بما في ذلك الصين والولايات المتحدة من خلال 13 شركة دولية تابعة لها وأكثر من 4500 فرع في تركيا. وتدير الشركة 15 مصنعًا للإنتاج في تركيا ورومانيا وروسيا والصين وجنوب إفريقيا وتايلاند، بما في ذلك أجهزة كهربائية عديد كالثلاجة والغسالة وغسالة الصحون وأجهزة الطهي ومصانع المكونات.  وتقدم الشركة منتجات تحت أسماء علامات تجارية خاصة بها، بما في ذلك Eleven وArçelik وبيكو وغرونديغ وDawlance وAltus وBlomberg وArctic وDefy وLeisure وArstil وElektra Bregenz وFlavel.  

## تاريخ الشركة

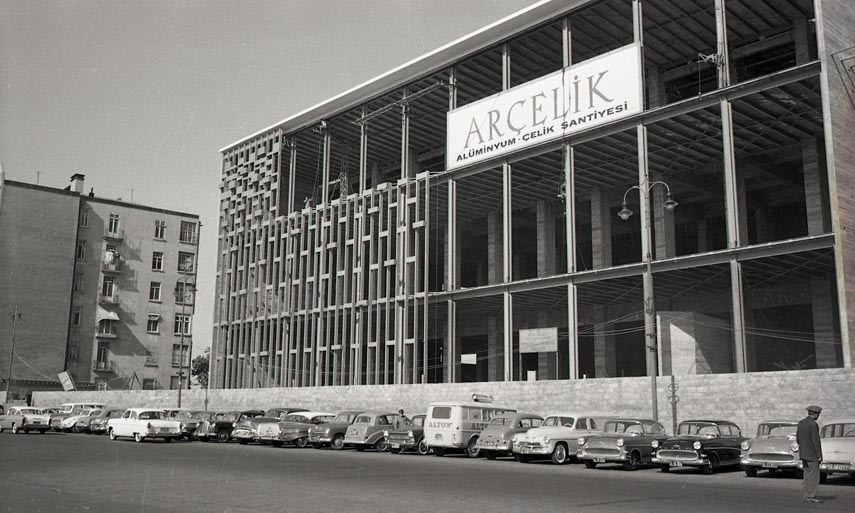
واجهة المصنع سنة 1960

أعلنت صحيفة نيكي في 13/12/2020 أن شركة هيتاشي اليابانية تعتزم بيع أنشطة الأجهزة المنزلية بالخارج إلى شركة أرتشيليك مقابل حوالي 300 مليون دولار، على أن تشارك في إدارتها.

## علامات الشركة التجارية
- Arçelik
- بيكو
- Grundig (اشترتها شركة كوتش القابضة التي تمتلك Arçelik) [9]
- Defy (تم شراؤه في يوليو 2011) [10]
- ألتوس Altus
- بلومبيرج Blomberg
- Arctic SA
- Elektra Bregenz
- Leisure
- Flavel
- أرستيل Arstil
- Dawlance (إحدى أكبر الشركات المصنعة للأجهزة المنزلية في باكستان، استحوذت عليها أرتشيليك مقابل 258 مليون دولار في عام 2016. )
- Singer Bangladesh Limited (واحدة من أكبر مصنعي الأجهزة المنزلية في بنغلاديش، وقد استحوذت أرتشيليك على حصتها البالغة 57 بالمائة مقابل 75 مليون دولار في عام 2019.) [11]